# Peribatodes tangens
Peribatodes tangens là một loài bướm đêm trong họ Geometridae.